# Arsenic (roman)
Pour les articles homonymes, voir Arsenic (homonymie).
Arsenic — As a Thief in the Night, dans l'édition originale en anglais — est un roman policier britannique de Richard Austin Freeman publié en 1928. C'est le 11e roman de la série mettant en scène le Dr John Thorndyke.

## Résumé
De retour en Angleterre après plusieurs années passées à l'étranger, le jeune Rupert Mayfield reprend contact avec Barbara Monkhouse, une amie d'enfance, dont le mari, Harold Monkhouse, souffre d'une maladie chronique que le révérend Amos Monhouse, son frère, trouve alarmante quand il lui rend visite à Londres.  Et les choses se précipitent. 
Alors qu'un nouveau médecin est réclamé pour réévaluer la condition physique du malade et que Barbara est en voyage pour participer à un congrès politique sur l'émancipation des femmes, Harold Monkhouse décède subitement. Or, l'enquêteur de Scotland Yard dépêché sur les lieux comprend assez tôt qu'il ne s'agit pas d'une mort naturelle, mais d'un empoisonnement, sans qu'on puisse vraiment comprendre comment l'arsenic a été administré, puisque l'autopsie n'en révèle aucune trace dans l'estomac du cadavre.
Plusieurs suspects résident dans la maison. Certes, l'un est un secrétaire irascible et assez désagréable, une autre est une jeune fille qui se drogue depuis quelques années, mais Mayfield ne peut envisager qu'une de ces personnes, qu'il fréquente depuis plusieurs mois, soit un assassin, tout comme il ne peut concevoir qu'un des membres du personnel de la maison soit le coupable.  Pour pallier son inquiétude grandissante, il charge son ami, le réputé docteur John Thorndyke, de faire toute la lumière sur ce meurtre, mais, peu après, voilà que ce dernier reçoit un colis piégé pour le contrer dans son enquête...

## Particularités du roman
Arsenic s'avère un whodunit singulier de la série du docteur Thorndyke.  L'enquêteur fétiche de Richard Austin Freeman demeure en retrait d'un récit assumé à la première personne par un de ses amis, le jeune Rupert Mayfield, témoin des faits entourant le meurtre de Mr Monkhouse.  Ce narrateur d'une élégance de gentleman, sensible sans mièvrerie, mais d'une intelligence limitée par sa rigidité morale, donne au récit une touche d'humanité et une complexité psychologique assez rares dans les romans de Freeman d'ordinaire plus froidement analytiques.  
Le récit vaut également, outre la visite d'une demeure vide où Thorndyke parvient à découvrir des indices et la poignante scène finale, pour un passage d'un humour hautement britannique lorsque Thorndyke et son assistant, l'impassible Polton, désamorcent de façon méthodique dans le laboratoire de l'appartement du héros, et en présence de Mayfield, un colis piégé qui pourrait à tout moment leur sauter au visage, en observant un flegme et un sang-froid tout britanniques et, bien entendu, de rigueur en la circonstance.

## Éditions
Édition originale en anglais
- (en) Richard Austin Freeman, As a Thief in the Night, Londres, Hodder and Stoughton, 1928.

Édition française
- (fr) Richard Austin Freeman (auteur) et Robert Saint-Prix (traducteur), Arsenic [« As a Thief in the Night »], Paris, Librairie des Champs-Élysées, coll. « Le Masque no 103 », 1932, 248 p. (BNF 32128233)

## Référence
- John M. Reilly, Twentieth Century Crime and Mystery Writers, 2e édition, New York,  St. Martin’s Press, 1985.